# Sjarhej Tschernik
Sjarhej Wiktarawitsch Tschernik (belarussisch Сяргей Віктаравіч Чэрнік; russisch Серге́й Ви́кторович Че́рник ‚Sergei Wiktorowitsch Tschernik‘, englische Transkription Sergey Viktorovich Chernik; * 20. Juli 1988 in Hrodna) ist ein belarussischer Fußballtorwart.

## Karriere

### Verein
Tschernik begann seine Karriere beim FK Njoman Hrodna, für den er im Juni 2010 in der Wyschejschaja Liha debütierte. Im Januar 2014 wechselte er zum Ligakonkurrenten BATE Baryssau, mit dem er sich 2014 für die Champions League qualifizierte.

### Nationalmannschaft
Tschernik wurde im Juni 2013 erstmals für die Nationalmannschaft nominiert. Sein Debüt gab er im November 2013 im Testspiel gegen Albanien.